# 23 August, Constanța
23 August là một xã ở hạt Constanţa, România. Xã này có 3 làng:
- 23 August (tên lịch sử: Tatlâgeac Mare, tiếng Thổ Nhĩ Kỳ: Büyük-Tatlıcak; Domniţa Elena) - được đặt tên theo ngày vua Michael bị lật đổ (23 tháng 8 năm 1944).
- Dulceşti (tên lịch sử: Tatlâgeac Mic, Turkish: Küçük-Tatlıcak)
- Moşneni (tên lịch sử: tiếng Thổ Nhĩ Kỳ: Perveli)

## Cơ cấu dân tộc
- người România: 4.802
- người Tatar: 487